# Elías Hernández
Elías Hernán Hernández Jacuinde (* 29. April 1988 in Morelia, Michoacán) ist ein mexikanischer Fußballspieler, der vorwiegend im offensiven Mittelfeld agiert.

## Laufbahn

### Verein
Hernández begann seine fußballerische Laufbahn bei seinem Heimatverein CA Monarcas Morelia, bei dem er bis zur Saison 2010/11 unter Vertrag stand und zum Nationalspieler heranreifte. Mit den Monarcas gewann er die SuperLiga 2010.
Über eine halbjährige Zwischenstation beim CF Pachuca und eine anderthalbjährige Zugehörigkeit zu den UANL Tigres stieß Hernández zum Club León, zu dessen Mannschaft er von 2013 bis 2018 gehörte. Gleich in seiner ersten Saison 2013/14 bei den Esmeraldas gewann er mit seinem neuen Verein beide beide Meisterschaften der mexikanischen Fußballliga.
Zur Saison 2018/19 wechselte Hernández zum CD Cruz Azul, mit dem er gleich in seiner ersten Halbsaison (Apertura 2018) die Copa México gewann. Ein weiterer Meistertitel folgte im Torneo Guard1anes 2021. Für die Cementeros war es der erste Meistertitel nach 24 Jahren.

### Nationalmannschaft
Sein erstes Spiel für die mexikanische Nationalmannschaft bestritt Hernández in einem am 11. August 2010 ausgetragenen Testspiel gegen Spanien, das 1:1 endete. Sein (bisher) letztes Länderspiel bestritt er am 11. September 2018 in einem Testspiel gegen die US-amerikanische Fußballnationalmannschaft. 
Beim CONCACAF Gold Cup 2011 gehörte Hernández zum Kader der mexikanischen Siegermannschaft und kam im Vorrundenspiel gegen Kuba zum Einsatz, das 5:0 gewonnen wurde. 

## Erfolge

### Nationalmannschaft
- CONCACAF Gold Cup: 2011

### Verein
- Mexikanischer Meister: Apertura 2013 und Clausura 2014 (beide mit León), Guard1anes 2021 (mit Cruz Azul)
- Mexikanischer Pokalsieger: Apertura 2018 (mit Cruz Azul)
- SuperLiga: 2010 (mit Morelia)